# HMS Händig (84)
HMS Händig (84) är en bevakningsbåt i svenska marinen av Tapper-klass. HMS Händig var tidigare placerad på Sjöinfokompani Härnösand under Sjöinformationsbataljonen som tillhörde Marinbas Ost (MBO). 
Sjöinfokampani Härnösand avvecklades 31 december 2008. HMS Händig är numera baserad vid Berga örlogsbas och tillhör 4. sjöstridsflottiljen.